# Dendrobium grossum
Dendrobium grossum är en orkidéart som beskrevs av Rudolf Schlechter. Dendrobium grossum ingår i släktet Dendrobium, och familjen orkidéer. Inga underarter finns listade i Catalogue of Life.